# 蕩娃麗莎
《蕩娃麗莎》（英語：Ilsa, Harem Keeper of the Oil Sheiks）是一部1976年的性剥削女子監獄電影，是《殘酷女淫魔》的第一部續集。

## 剧情
三個板條箱送達后宮。每一個里面都躺着一個堵著嘴、身材豐滿、绑著貞操帶的西方女人，分别是“美國連鎖店之王”的唯一女繼承人、被媒體稱為“新斯堪的纳维亚愛情女神”的電影女演員、欧亚混血马术冠軍。
謝赫謝里夫躺在床上，他的私人性奴卡齊纳愛撫著他的乳房。謝里夫承诺讓她陪同他第二天的旅行，不过在此之前要會見一位由美國海軍指揮官陪同的美國石油商人。
管理后宮的伊爾莎向三人保证会有荣华富贵，但她們反對他們的白人奴隸制。伊爾莎自己沒有面首，也不愿意别人為她綁架西方男人，她說她厭惡男人只因為不得不和她上床才和她上床的想法。
伊爾莎強迫她們對她的一名女同性戀保鏢進行舐陰和色情按摩，以此为将来的服务做好準備。為了滿足自己的性癖，伊爾莎强迫喂食了一個現有的性奴隸，然後檢查了另外兩個自願被喂食的性奴隸。另一名女子被注射矽膠用来丰臀。
一场拍卖会上出售着現有的男性和女性性奴隸。當一名肚皮舞者被發現從事間諜活動時，伊爾莎使用了一種邪惡的刑具，擠壓肚皮舞者袒露的巨乳。舞者透露內幕消息是要交给美國指揮官的。
美國人來了。商人拒絕了给他玩弄的一個女人。後來他在他的臥室裡遇见了一個小男孩性奴隸，他说再拒絕的话將意味著他要遭受嚴厲懲罰。
伊爾莎立即註意到指揮官並穿好衣服。她的女同性戀保鏢二人擠在她臥室附近的毯子上進行親熱，但他對此不感興趣。她侮辱了他的男子氣概，他的反應则是非禮她。她打發他走，但他把她推到床上。她起初很生氣，但最終選擇發生性關係。
伊爾莎設計了一种抽插觸發的避孕隔膜炸弹，使用假陽具機器在肚皮舞者間諜身上進行演示，达到性高潮时即爆炸死去。謝里夫在卡齊纳失去知覺時在她体内植入了一个这种炸弹，然後讓她準備去伺候競爭對手的酋長。
謝里夫正要和美國女继承人上床，這時一個報復心重的當地人不小心狙殺了她。狙擊手未經審判就被活活燒死，美國指揮官不贊成。
謝里夫發現指揮官和伊爾莎躺在床上。謝里夫將指揮官關進監獄，然後將伊爾莎綁起來。他讓一個麻风病人摸她裸露的巨乳，對她舔陰，然後騎上她達到性高潮，而其他人則驚恐地看著。
“吸取教訓”后，伊爾莎發起叛亂。她釋放了指揮官，殺死了他的獄警和一隻差點爬到他脸上的狼蛛。伊爾莎透露謝里夫的小侄子萨利姆王子被關了起來，好不让他继任酋长。伊爾莎的保鏢二人解救了剩下的兩名性奴，並給了她們槍支。謝里夫的衛兵殺死了伊爾莎的保鏢，但她抓住了謝里夫並釋放了萨利姆王子。
謝里夫被鎖住，塞住嘴巴。伊爾莎告訴他深愛的卡齊纳，謝里夫在行刑前的最後願望是和她做爱，然後解下了卡齊纳的貞操帶。謝里夫知道她的隔膜炸彈，不停地扭動身體，但卡齊纳还是騎上並強奸了他。謝里夫試圖克制自己，但伊爾莎鼓勵卡齊納用力壓在他身上，最終激活了炸彈。指揮官恰好趕到，提醒伊爾莎卡齊納是無辜的。他在怨恨中拋棄了伊爾莎。
儘管如此，他還是提醒王子，伊爾莎確實救了他的命，她宣誓效忠他。王子不為所動，決定讓她慢慢餓死，並允許指揮官離開該國。

## 演员
- 迪婭尼·索恩（英语：Dyanne Thorne） 饰 伊爾莎
- 馬克斯·賽耶（英语：Max Thayer） 饰 指揮官
- 傑瑞·德洛尼 饰 謝赫謝里夫
- 烏斯基·迪加德（英语：Uschi Digard） 饰 因加·林德斯特伦
- 柯琳·布倫南（英语：Colleen Brennan） 饰 诺拉·爱德华
- 哈吉（英语：Haji (actress)） 饰 阿林娜·科多瓦
- 譚雅·博伊德（英语：Tanya Boyd） 饰 缎子（保镖之一）
- 瑪麗蓮·喬伊（英语：Marilyn Joi） 饰 天鵝絨（保镖之一）
- 苏林 饰 卡齐纳
- 理查德·甘迺迪 饰 凯泽
- 乔治·巴克·佛洛爾（英语：George Buck Flower） 饰 乞丐
- 羅伯特·伍茲 饰 萨利姆王子